# Съезжинский переулок (Москва)
Съе́зжинский переу́лок — улица в центре Москвы в Таганском районе между улицей Сергия Радонежского и Андроньевским проездом.

## Происхождение названия
В 1793 году указано название переулок Камберг, вероятно, по фамилии домовладельца. Современное название дано в начале XIX века по находившемуся на этой улице в XVI—XVIII веках съезжему дому, как в то время называли полицейский участок (который находится здесь поныне).

## Описание
Съезжинский переулок начинается от улицы Сергия Радонежского, проходит сначала на север параллельно Хлебникову переулку, затем поворачивает на запад и выходит на Андроньевский проезд.

## Здания и сооружения
По нечётной стороне:
- № 5 — Управление вневедомственной охраны ГУВД 5 отдельный батальон полиции
- № 5, строение 2 — телевизионная группа «Новая компания»; благотворительный фонд «Русский силуэт»;

По чётной стороне:
- № 8, строение 1 — digital-агентство Actis Wunderman (до 2014 года); гостиница "Андрон-отель".
- № 10, строение 3 — Спецстрой.